# زوينجن
زوينجن (بالإنجليزية: Zwingen)‏ هي بلدية في منطقة لوفين في كانتون ريف بازل في سويسرا.

## روابط خارجية
- الموقع الرسمي باللغة الألمانية